# Calceolaria oxapampensis
Calceolaria oxapampensis är en toffelblomsväxtart som beskrevs av Puppo. Calceolaria oxapampensis ingår i släktet toffelblommor, och familjen toffelblomsväxter. Inga underarter finns listade i Catalogue of Life.